# سی‌اس‌اس ساوانا (آهن‌پوش)
سی‌اس‌اس ساوانا (اهن‌پوش) (به انگلیسی: CSS Savannah (ironclad)) یک کشتی بود که طول آن ۱۵۰ فوت (۴۶ متر) بود. این کشتی در سال ۱۸۶۳ ساخته شد.